# Université Samford
L'université Samford (en anglais : Samford University) est une université privée chrétienne évangélique baptiste américaine située à Homewood, près de Birmingham dans l'Alabama. Elle est affiliée à la Alabama Baptist Convention (en) (Convention baptiste du Sud).

## Histoire
Le Howard College est fondé en 1841 par la Convention baptiste de l'Alabama (en) à Marion. Après la guerre de Sécession, pour des raisons notamment raciales, l'université est délocalisée à East Lake, près de Birmingham. La construction d'un nouveau campus débute en 1953 à Homewood dans un style georgien. L'université y emménage en 1957.
L'université adopte son nom actuel en 1965, en l'honneur de l'assureur Frank Park Samford Sr., longtemps membre de son conseil d'administration. Seul l'Howard College of Arts and Sciences conserve son nom.
En juillet 2017, après des tensions sur la création d'une association de discussion LGBT (Samford Together), l'université affirme qu'elle n'acceptera pas la dotation de trois millions de dollars de la Convention baptiste de l'État, qui s'oppose à « la reconnaissance d'un agenda [qu'elle considère] contraire aux Écritures ».
Pour l'année 2018-2019, elle comptait 5 619 étudiants.

## Affiliations
Elle est affiliée à la Alabama Baptist Convention (en) (Convention baptiste du Sud) . Elle est membre du Conseil pour les collèges et universités chrétiens et de l'Association internationale des collèges et universités baptistes.

## Sports
Elle est membre de la Southern Conference depuis 2008.

## Campus

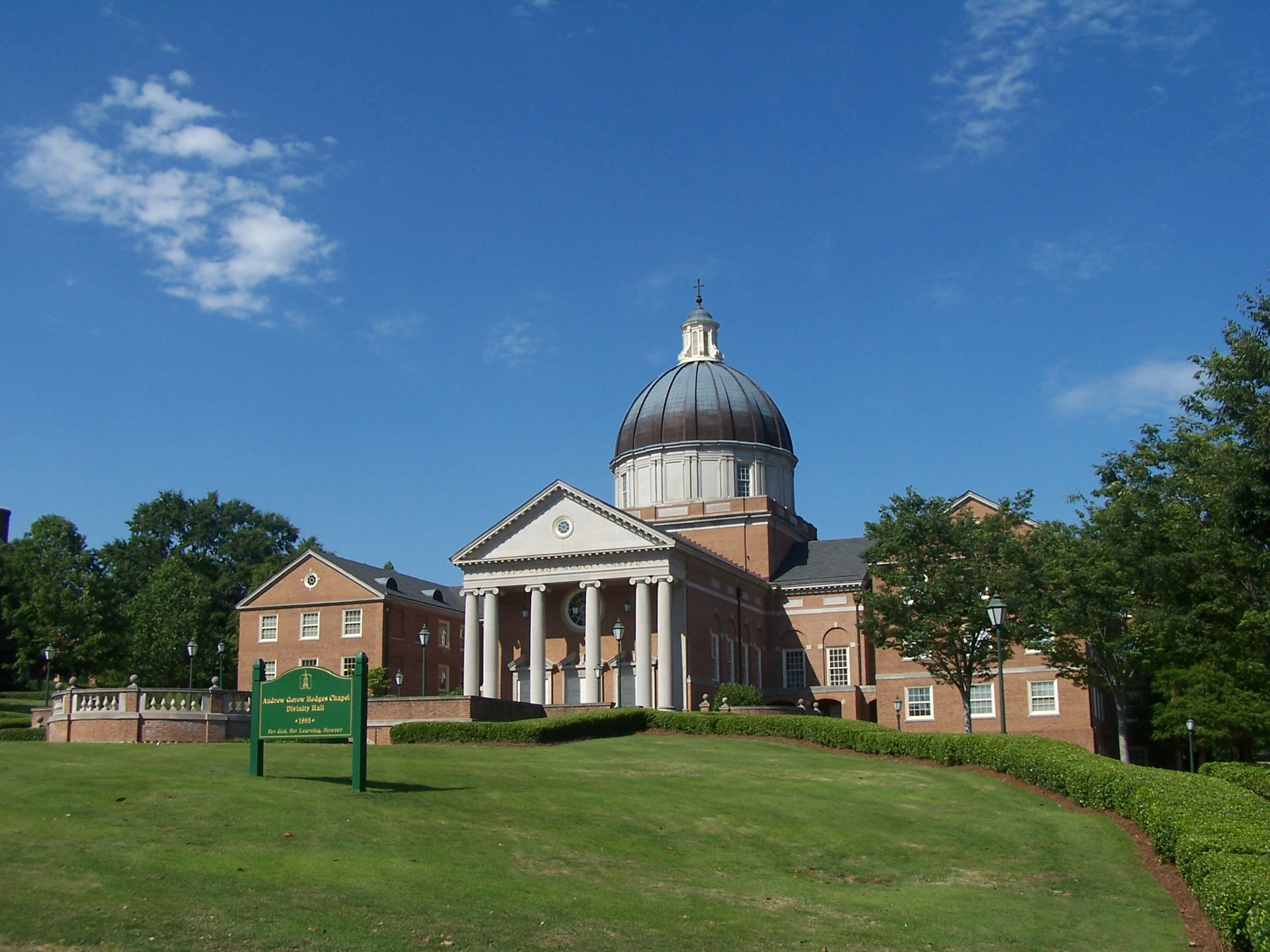
Beeson Divinity School
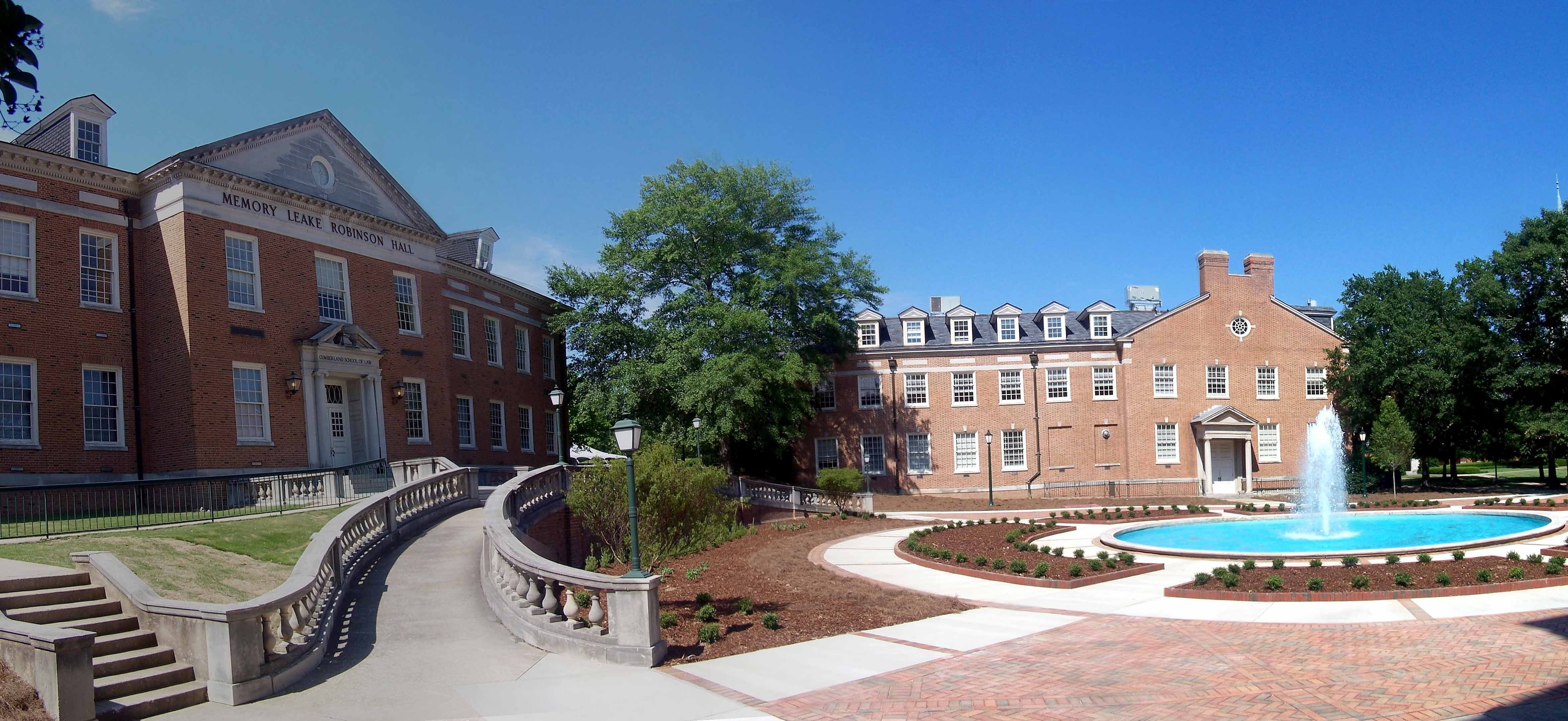
École de droit
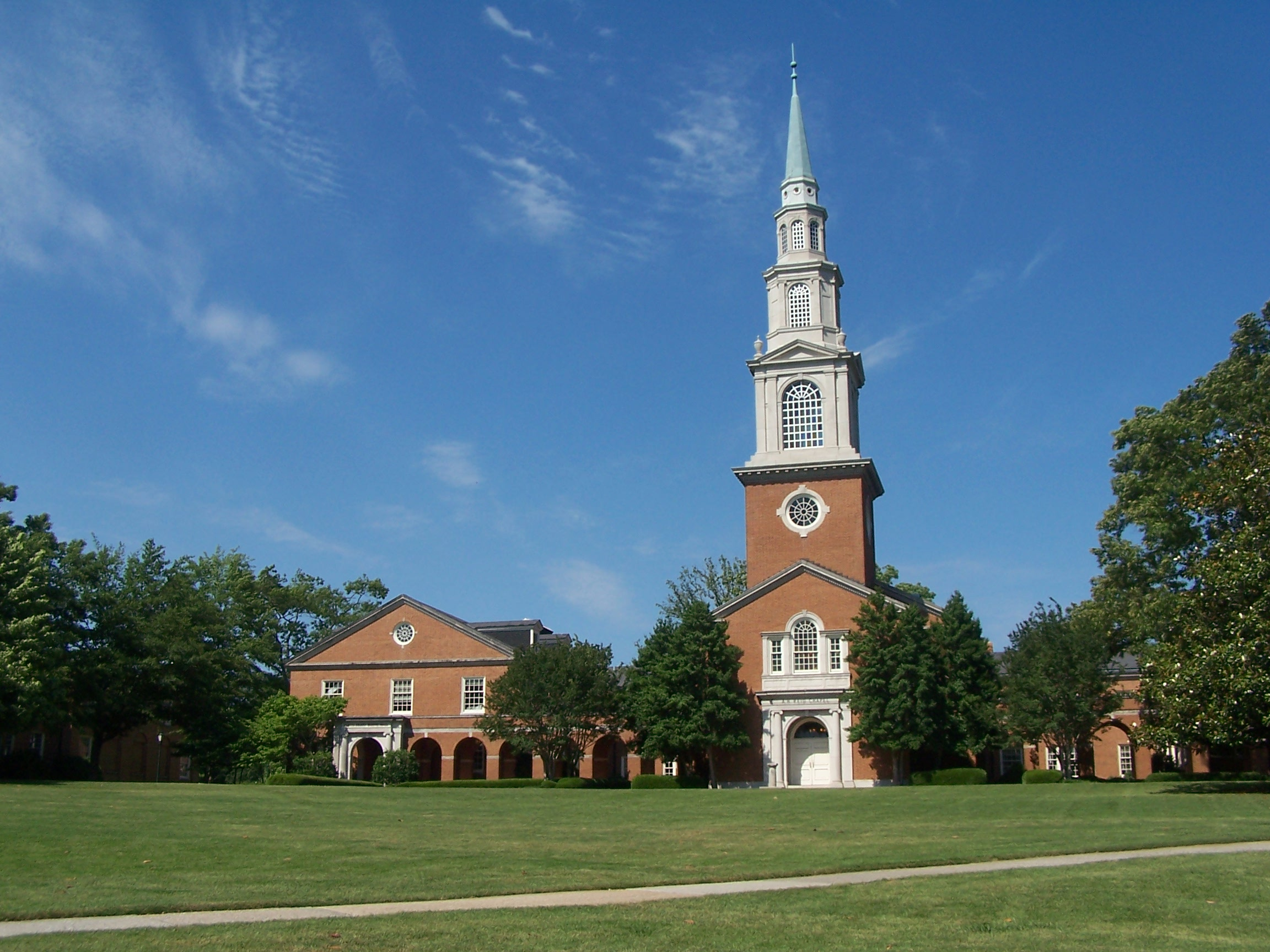
Chapelle